# Konvention über die Verhütung und Bestrafung des Völkermordes

Staaten, die die Völkermordkonvention
unterzeichnet und ratifiziert haben
oder ihr beigetreten sind

Die Konvention über die Verhütung und Bestrafung des Völkermordes (auch Übereinkommen über die Verhütung und Bestrafung des Völkermordes; offiziell Convention on the Prevention and Punishment of the Crime of Genocide, CPPCG) wurde von der Generalversammlung der Vereinten Nationen als Resolution 260 A (III) am 9. Dezember 1948 beschlossen. Sie trat am 12. Januar 1951 in Kraft und wurde bisher von 153 Staaten ratifiziert (Stand: August 2023). In Artikel II der Konvention wurde der Begriff des Völkermordes erstmals völkervertraglich definiert. Die Regelungen der Völkermordkonvention haben seitdem weitgehend den Status von Völkergewohnheitsrecht erlangt. Das Genozidverbot ist heute eine zwingende Regel des Völkerrechts (ius cogens).
Die Bundesrepublik Deutschland erklärte ihren Beitritt am 9. August 1954. Die Deutsche Demokratische Republik folgte am 27. März 1973 (mit Vorbehalten, wie alle Ostblockstaaten).

## Entstehungsgeschichte
Der Text der Konvention wurde maßgeblich von Raphael Lemkin formuliert, der den Begriff des Genozids 1944 unter dem Eindruck der Vernichtung der Armenier (1915–1916) und der Vernichtung der Juden (1941–1945) geprägt hatte.

## Inhalt
Artikel I der Konvention bestätigt den Charakter des Genozids als Völkerrechtsverbrechen und statuiert die Pflicht der Vertragsparteien zu dessen Verhütung und Bestrafung.
In Artikel II wird der Begriff des Völkermordes definiert. Völkermord ist hiernach
a) Tötung von Mitgliedern der Gruppe;
b) Verursachung von schwerem körperlichem oder seelischem Schaden an Mitgliedern der Gruppe;
c) vorsätzliche Auferlegung von Lebensbedingungen für die Gruppe, die geeignet sind, ihre körperliche Zerstörung ganz oder teilweise herbeizuführen;
d) Verhängung von Maßnahmen, die auf die Geburtenverhinderung innerhalb der Gruppe gerichtet sind;
e) gewaltsame Überführung von Kindern der Gruppe in eine andere Gruppe.
Nach Artikel III der Konvention sind folgende Handlungen zu bestrafen:
b) Verschwörung zur Begehung von Völkermord,
c) unmittelbare und öffentliche Anreizung zur Begehung von Völkermord,
d) Versuch, Völkermord zu begehen,
e) Teilnahme am Völkermord
Die Tathandlung der Verschwörung entstammt dem angelsächsischen Rechtskreis und ist im deutschen Recht am ehesten vergleichbar mit den § 129 und § 129a Strafgesetzbuch.

## Internationale Strafjustiz
Die Völkermord-Definition der Konvention wurde wortgleich in die Statuten des Internationalen Strafgerichtshof für das ehemalige Jugoslawien und des Internationalen Strafgerichtshofs für Ruanda aufgenommen. Bei den Verhandlungen um den ständigen Internationalen Strafgerichtshof gab es Bestrebungen, politische und soziale Gruppen in den Schutz einzubeziehen; man einigte sich aber auf die völkergewohnheitsrechtlich anerkannte Definition der Konvention, die wortgleich in Art. 6 IstGH-Statut von 1998 einging.
Mit dem am 2. September 1998 im Zusammenhang mit dem Völkermord in Ruanda ergangenen Akayesu-Urteil wurde der Straftatbestand erstmals praktisch angewendet. Der Internationale Strafgerichtshof für Ruanda befand Jean Paul Akayesu in neun von 15 Anklagepunkten für schuldig und verurteilte ihn wegen Genozids zu lebenslanger Haft. Zwei Tage später wurde Jean Kambanda als erstes Staatsoberhaupt wegen Genozids verurteilt – ebenfalls zu lebenslanger Haft.
Der Internationale Strafgerichtshof für das ehemalige Jugoslawien verurteilte mehrere Personen wegen Völkermordes im Zusammenhang mit dem Massaker von Srebrenica. Vor dem Internationalen Strafgerichtshof wird seit 2005 gegen den ehemaligen sudanesischen Präsidenten Umar al-Baschir wegen des Verdachts auf Völkermord im Zuge des Darfur-Konfliktes ermittelt.

## Innerstaatliche Umsetzung
Zur Umsetzung der Kriminalisierungs- und Strafverfolgungspflichten aus der Konvention haben eine Vielzahl von Staaten entsprechende Tatbestände in ihren nationalen Strafgesetzen geschaffen. Teilweise gehen die nationalen Gesetze über die völkerrechtliche Definition hinaus. In Deutschland wurde Völkermord zunächst in § 220a Strafgesetzbuch eingefügt. Seit Einführung des Völkerstrafgesetzbuches ist der Straftatbestand in § 6 VStGB normiert. Die Aufstachelung zum Völkermord ist nach § 130 als Volksverhetzung strafbar. Österreich kriminalisiert den Völkermord in seinem nationalen Recht nach § 321 österreichisches Strafgesetzbuch. In der Schweiz ist Völkermord in Art. 264 des Strafgesetzbuches geregelt, über die Völkermordkonvention hinausgehend sind auch „politische Gruppen“ vom Tatbestand erfasst.